# William Herbert (1er comte de Pembroke, mort en 1469)
Pour les articles homonymes, voir William Herbert et Herbert.
William Herbert (vers 1423 – 27 juillet 1469), 1er comte de Pembroke, est un soldat et administrateur gallois du XVe siècle.

## Biographie

### Origines
William Herbert est le fils aîné de William ap Thomas († 1445), le fondateur du château de Raglan, et de Gwladys ferch Dafydd Gam († 1454). Par sa mère, il est le petit-fils de Dafydd Gam, un chevalier gallois qui a combattu pour Henri V d'Angleterre à la bataille d'Azincourt en 1415. Sa famille appartient à la petite noblesse galloise et possédait au sud du pays de Galles une riche propriété foncière.
William Herbert passe son enfance dans le château familial de Raglan, situé dans la seigneurie des marches galloises d'Usk, propriété de Richard Plantagenêt, duc d'York. À la différence de son père, il choisit un nom de famille anglais et ramène son origine à un Normand du nom de Herbert, un des nombreux compagnons de Guillaume le Conquérant en 1066.

### Service en France
Dès 1448, il combat en France pendant la dernière phase de la Guerre de Cent Ans. Il est notamment présent lors de la reddition du Mans en 1448. En 1449, il est adoubé comme chevalier. Avec son compatriote Mathew Gough, Herbert lutte en Normandie et est fait prisonnier en avril 1450 à la bataille de Formigny, mais il est rapidement libéré après le paiement d'une rançon.

### Service dans lesmarches galloises
Il sert par la suite plusieurs grands barons anglais en Galles, comme son père. Il est tout d'abord au service du duc Richard d'York qui possède de nombreuses terres et le fait sénéchal de ses seigneuries d'Usk et de Caerleon. En 1453, il devient shérif dans le Glamorgan pour le compte de Richard Neville, 16e comte de Warwick, neveu de Richard d'York.

### Début de laGuerre des Deux-Rosesau pays de Galles
Au début la guerre des Deux-Roses, il soutient la maison d'York. Les Yorkistes avaient de nombreux partisans dans le sud du pays de Galles. Herbert hésite à prendre parti car il a de bonnes relations tant avec le duc d'York qu'avec le duc de Somerset, favori du roi Henri VI, de la maison de Lancastre. Il se rallie officiellement à York en mai 1454, lorsque ce dernier est nommé Lord Protecteur du royaume pendant la folie du roi. 
Edmond Tudor, demi-frère du roi, part rétablir l'autorité du roi en Galles à l'automne 1455, à la suite de mouvements inquiétants du noble Gruffydd ap Nicholas. Edmond s'empare en juin 1456 des châteaux d'Aberystwyth et Carmarthen. La situation politique a cependant évolué. Richard d'York est "remercié" par Henri VI en février 1456. En représailles, York envoie William Herbert consolider sa position en Galles. Ce dernier rétablit l'influence de York dans le Herefordshire. Le roi met une récompense de 500 marcs sur la tête de Herbert. Mais Edmond Tudor est capturé par les troupes yorkistes à Carmarthen le 10 août. Incarcéré au château de Carmarthen, il y meurt de la peste bubonique le 3 novembre 1456. On soupçonne fortement alors qu'il a été assassiné par les yorkistes. Sur ordre d'Henri VI, Herbert est emprisonné. Un tribunal est convoqué en mars 1457 sur ordre du roi pour enquêter sur la mort d'Edmond Tudor avant d'être dissous, faute de preuves. Herbert est gracié par le roi en juin 1457. 
Herbert sert par la suite fidèlement le roi Henri VI. Dans le même temps, il gère plusieurs terres appartenant à York et son allié Warwick en Galles à partir de février 1460. En effet, les Yorkistes ont été contraints à l'exil par le roi à la suite de leur défaite à la déroute de Ludford Bridge en octobre 1459.

#### Partisan des yorkistes
À la suite de la victoire de Warwick sur les forces royales lors de la bataille de Northampton en juillet 1460, Herbert rallie une nouvelle fois les Yorkistes. Warwick lui confie plusieurs missions de pacification en Galles et lui accorde de nombreux titres. À partir d'octobre 1460, Herbert entre au Parlement. Après la mort du duc d'York, il combat aux côtés de son fils aîné, Édouard, à la bataille de Mortimer's Cross le 2 février 1461. Il assiste ensuite à sa proclamation comme roi d'Angleterre sous le nom d'Édouard IV au détriment d'Henri VI à Londres le 4 mars 1461. Il est nommé chancelier privé du nouveau roi.
Le 8 mai 1461, Herbert est nommé chambellan et Chief Justiciar du Carmarthenshire et du Ceredigion. Il obtient quelque temps la garde du jeune Henry Stafford, duc de Buckingham et des nombreuses terres dont ce dernier est héritier. Édouard mobilise une armée sous le commandement de Herbert afin d'annihiler la résistance lancastrienne en Galles menée par le comte de Pembroke Jasper Tudor. Herbert s'empare du château de Pembroke le 30 septembre. Jasper Tudor s'enfuit en Snowdonia puis est battu par Herbert à la bataille de Tuthill, qui a lieu près de la ville de Caernarfon. Les Lancastriens sont sèchement battus. Jasper Tudor s'enfuit en Irlande. Denbigh est ensuite prise par Herbert en janvier 1462. Seul le château de Harlech résiste encore aux assauts yorkistes. 
En récompense, Herbert est fait baron Herbert de Raglan par Édouard IV en novembre 1461 et chevalier de la Jarretière en avril 1462. Il reçoit les terres de Jasper Tudor et obtient également la garde de Henri Tudor. Il reçoit également plusieurs terres en Gower en 1463 et dans les Marches en 1465. Après la conquête du château de Harlech par Herbert le 14 août 1468, Édouard le crée officiellement comte de Pembroke. Herbert devient le premier pair gallois de la pairie d'Angleterre. 
Grâce à la confiance que lui accordait le roi, Herbert atteint la position de principal pair au pays de Galles. Ses terres s'étaient agrandies par l'ajout des domaines de Jasper Tudor. Son revenu annuel est d'environ 3200 livres en 1468. Avec cette somme, il réaménage ainsi le château familial de Raglan. Sa montée en puissance menace ainsi les terres du comte de Warwick, qu'il avait auparavant servi. Warwick ne bénéficiait plus de la faveur royale après le mariage secret du roi avec Élisabeth Woodville en 1464. Warwick s'était de plus senti insulté lorsque Herbert avait capturé en 1467, lors du siège de Harlech, un messager lancastrien qui avait tenté d'impliquer Warwick dans les complots contre Édouard IV.

### Mort
En juillet 1469, plusieurs révoltes fomentées par Warwick éclatent dans le nord de l'Angleterre. Quand Édouard IV apprend la nouvelle, il pense que ces rébellions peuvent être aisément matées et ne rassemble que peu d'hommes. Il apprend vite que les rebelles sont beaucoup plus nombreux que prévu et bat alors en retraite sur Nottingham pour lever de nouvelles troupes. Mais le roi n'est plus aussi populaire qu'auparavant et les renforts sont maigres. Il décide alors d'attendre à Nottingham les comtes de Pembroke et de Devon, qui doivent arriver du sud avec une armée. Warwick déclare officiellement son soutien aux rebelles et quitte Londres à la tête de son armée pour leur apporter son aide. 
Les rebelles se dirigent droit sur les forces de Pembroke et de Devon. Les deux armées se repèrent mutuellement le 25 juillet près d'Edgecote Moor et se livrent bataille dans la matinée du lendemain. Les premiers combats tournent vite à l'avantage des rebelles car le comte de Devon et ses archers gallois ne sont pas sur le champ de bataille, ayant passé la nuit dans un village voisin. Les rebelles forcent le comte de Pembroke à battre en retraite et à prendre de nouvelles positions. À nouveau attaqué, Pembroke établit ses défenses en attendant Devon. Aux environs de 13 heures, Pembroke reçoit la nouvelle qu'il attendait : Devon avance rapidement vers lui avec ses troupes. Cependant, dans le même temps, l'avant-garde de l'armée de Warwick arrive sur le champ de bataille, ce qui remonte le moral des rebelles. Voyant le blason de Neville parmi ses ennemis, les troupes de Pembroke croient que l'armée entière de Neville est arrivée et fuient avant même que Devon ne puisse les renforcer. 
Pembroke est capturé avec son frère, Richard. Ils sont emmenés à Northampton où, le lendemain, Warwick ordonne leur exécution.

## Mariage et descendance
En 1449, William Herbert épouse Anne Devereux, fille de Walter Devereux, Lord Chancelier d'Irlande. Ils eurent :
- William Herbert (1451-1491), 2e comte de Pembroke, épouse Marie Woodville, puis Katherine Plantagenêt ;
- Walter Herbert (vers 1452-1507), épouse Anne Stafford ;
- George Herbert ;
- Philip Herbert ;
- Cecily Herbert, épouse John Greystoke ;
- Maud Herbert, épouse Henry Percy, 4e comte de Northumberland ;
- Katherine Herbert, épouse George Grey, 2e comte de Kent, veuf d'Anne Woodville ;
- Anne Herbert, épouse John Grey, 1er baron Grey de Powis ;
- Isabel Herbert, épouse Sir Thomas Cokesey ;
- Margaret Herbert, épouse Thomas Talbot, 2e vicomte Lisle, puis sir Henry Bodringham.

William Herbert a également plusieurs enfants adultérins, dont un, Richard Herbert d'Ewyas (mort en 1510), est le père de William Herbert, à son tour créé comte de Pembroke sous le règne d'Édouard VI en 1551.

## Sources
- R. A. Griffiths, « Herbert, William, first earl of Pembroke (c.1423–1469) », Oxford Dictionary of National Biography, Oxford University Press, édition en ligne, janvier 2008.